# Assedio di Bisanzio (324)
L'assedio di Bisanzio era cominciato da parte di Costantino I durante la contemporanea battaglia navale dell'Ellesponto nel 324. Le forze di quest'ultimo alla fine ebbero la meglio su quelle di  Licinio, grazie soprattutto ad una nuova vittoria ottenuta a Crisopoli. La sconfitta di quest'ultimo fece di Costantino l'unico imperatore, ponendo così fine alla Tetrarchia.

## Contesto storico
La pace tra Costantino I e Licinio era durata da sette anni (dal 317). I figli del primo (Crispo e Costantino II) e del secondo (Valerio Liciniano Licinio) erano stati fatti cesari dai rispettivi padri. Un'invasione di Goti nella Mesia, che ricadeva nella sfera d'influenza dell'augusto d'Oriente, Licinio, fu respinta però dalle armate romane di Costantino. Questo il casus belli che scatenò l'ultima fase della guerra civile nel 324.
Dopo essere stato sconfitto per terra nella battaglia di Adrianopoli (3 luglio) e per mare in quella dell'Ellesponto, Licinio si ritirò verso Calcedonia in Bitinia per riorganizzare le forze, lasciando però a Bisanzio un presidio di truppe a difesa della città.

## Assedio
Costantino iniziò l'assedio con la costruzione prima di un terrapieno alto come le mura della città di Bisanzio. Al di sopra vi fece poi innalzare alcune torri di legno, in modo da sovrastare le mura e permettere agli assedianti di colpire con le loro frecce quelli che le difendevano, accostando così arieti e altre macchine d'assedio senza subire gravi perdite di uomini.

## Conseguenze
Licinio, non sapendo come comportarsi di fronte a simili iniziative, decise di abbandonare Bisanzio lasciando nella città la parte più debole del suo esercito. Egli andò a rifugiarsi a Calcedonia in Bitinia, pronto a raccogliere un nuovo esercito in Asia per tentare di ribaltare le sorti della guerra. La sorte però non gli arrise e fu nuovamente sconfitto presso Crisopoli. Bisanzio si arrese, come pure Calcedonia, mentre Licinio, ritiratosi presso Nicomedia, prima si arrese a Costantino lasciando che quest'ultimo divenisse unico augusto dell'impero romano e poi fu ucciso per strangolamento nel 325.